# Мосейко, Григорий Алексеевич
Григо́рий Алексе́евич Мосе́йко (рум. Grigore Moseico, род. 17 апреля 1949, Гуляйполе) — советский и молдавский дирижёр. С 1999 года художественный руководитель и дирижёр Государственного симфонического оркестра Приднестровья. Профессор Приднестровского высшего музыкального колледжа им. А. Г. Рубинштейна (Приднестровский государственный институт искусств), народный артист Приднестровской Молдавской Республики.

## Биография
Родился 17 апреля 1949 года в городе Гуляйполе Запорожской области, где закончил общеобразовательную и музыкальную школу по классу баян. Позже поступил и закончил Запорожское музыкальное училище по классу баяна, фортепиано и теории музыки. Прошёл военную службу в ансамбле песни и пляски Краснознаменного Одесского военного округа, по окончании которой поступил в Кишиневский государственный институт искусств им. Г.Музыческу. 17 лет своей карьеры Григорий Алексеевич проработал в филармоническом симфоническом оркестре Кишинёва в качестве солиста-флейтиста. За время работы в оркестре записал в телерадиофонд Молдавской ССР все флейтовые произведения молдавских композиторов, многие сочинения музыкальной классики, а запись «Сюиты си минор» И. С. Баха с камерным оркестром была признана фирмой «Мелодия» лучшей записью года.
С 1990 по 1999 годы работал на Украине солистом Запорожского симфонического оркестра, художественным руководителем ансамбля «Камерата-Таврия» и музыкальным руководителем казацкого ансамбля «Запорожцы». В этот же период занимался педагогической деятельностью в Запорожском музыкальном училище.
С 1998 года живёт и работает Тирасполе, где сначала создал ансамбль старинной музыки, а с 1999 года возглавляет Государственный симфонический оркестр ПМР. Параллельно занимается преподавательской деятельностью по классу флейта.

## Семья

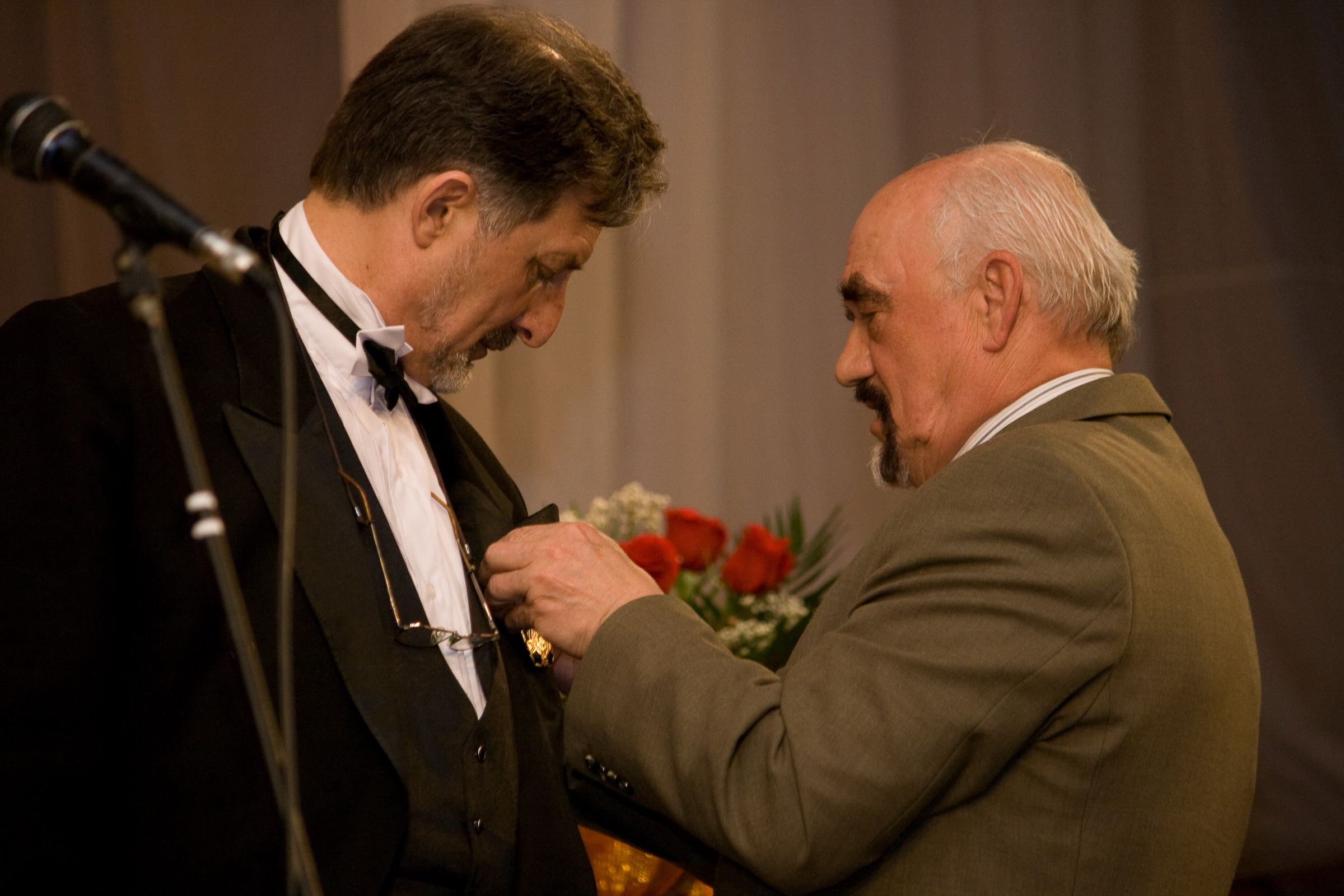
Игорь Смирнов вручает государственную награду Григорию Мосейко

- Мать — Мария Тимофеевна (казачка)[2].
- Отец — Алексей Григорьевич (агроном-энтомолог)[2].
- Жена — Ольга Вадимовна (искусствовед)[5]

Есть сын и внучка.

## Звания и награды

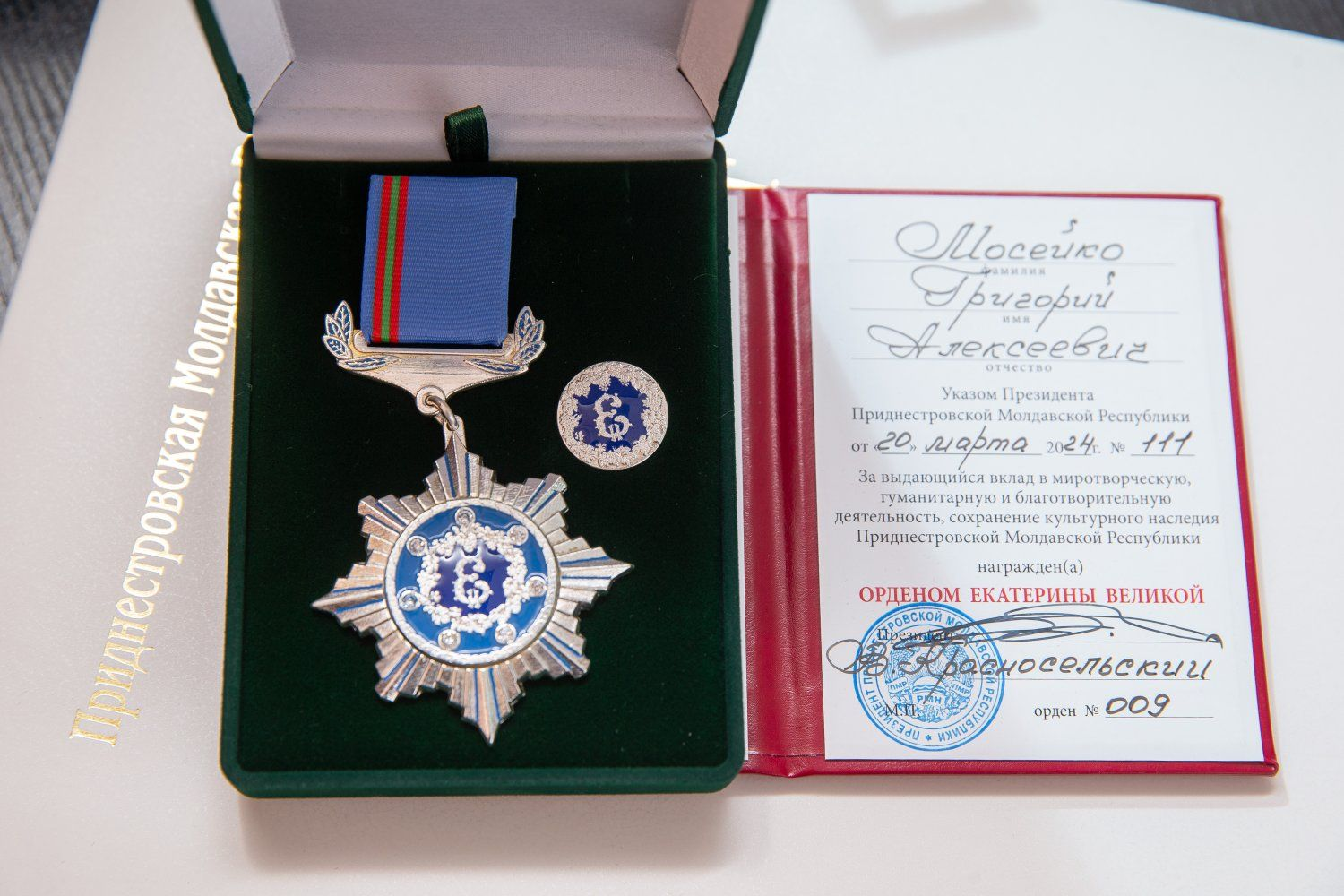
Орден Екатерины Великой для Григория Мосейко

- Заслуженный деятель искусств Приднестровской Молдавской Республики[7]
- Народный артист Приднестровской Молдавской Республики[2]
- Заслуженный деятель культуры Республики Южная Осетия[8]
- Профессор Приднестровского высшего музыкального колледжа им. А. Г. Рубинштейна (ныне — Приднестровский государственный институт искусств)[2]
- Орден «Трудовая слава» (ПМР)[9]
- Орден Почёта (ПМР)[10][11]
- Орден «За заслуги» 2 степени (2014)[12]
- Медаль Русской православной церкви в память 200-летия победы в Отечественной войне 1812 года[13]
- Грамота Верховного Совета ПМР[14]
- Почётная грамота Правительства ПМР[15]
- Орден  «За заслуги» I степени (2018)[16]
- Орден Дружбы (ПМР)[17][18]
- Орден Екатерины Великой (13 октября 2023 года)[19][20][21]
- Обладатель звания «Человек года»[8]
- Орден Республики (2024)[22][23]